# بيدرو استراي
بيدرو استراي (18 مارس 1992 بفيتوريا-غاستيز في إسبانيا - ) (بالإسبانية: Pedro Astray López)‏ هو لاعب كرة قدم إسباني في مركز الوسط. لعب مع خيتافي ب ونادي خيتافي وCU Collado Villalba ‏ وأتلتيكو مدريد ج.

## وصلات خارجية
- بيدرو استراي على موقع قاعدة بيانات كرة القدم.إي يو (الإنجليزية)
- بيدرو استراي على موقع Soccerway.com (الإنجليزية)
- بيدرو استراي على موقع عالم كرة القدم.نت (الإنجليزية)
- بيدرو استراي على موقع AS.com (الإسبانية)